# أقافيا ليكوفا
أقافيا كاربوفنا ليكوفا ((الروسية: Агафья Карповна Лыкова)، من مواليد 17 أبريل 1944) هي ناسكة روسية منعزلة من المؤمنين القدامى، وهي جزء من عائلة ليكوف، العائلة التي عاشت بمفردها في التايغا معظم حياتها. ومنذ عام 2016 استقرت أقافيا في جبال صيان الغربية، في جمهورية Khakassia . أصبحت أقافيا ليكوفا ظاهرة وطنية في أوائل الثمانينيات من القرن الماضي عندما نشرت فاسيلي بيسكوف مقالات عن أسرتها وانعزالها الشديد عن بقية المجتمع. وأقافيا هي الفرد الوحيد الباقي على قيد الحياة من هذه العائلة، وبقيت مكتفية ذاتيا معتمدة على نفسها منذ عام 1988، منذ أن توفي والدها.

## بداية حياتها
وُلدت أقافيا ليكوفا في طست صنوبر مجوف في عام 1944 لأبويها كارب أوسيبوفيتش ليكوف وأكولينا ليكوفا. كانت طفلتهم الرابعة، وثاني مولود لهم في تايغا. 
وتعيش أقافيا على ارتفاع 3,444 قدم (1,050 م)على سفح جبل ناحي في سلسلة جبال أبكان، 150 ميل (240 كـم) عن أقرب مدينة. وطيلة أول 35 عامًا من حياتها، لم تقابل أقافيا أي شخص خارج أسرتها المباشرة. وما عرفت عن العالم الخارحي إلا ما كان يرويه والدها عن العالم الخارجي من قصص وما قرأته في الكتاب المقدس الأرثوذكسي للعائلة.
وفي صيف عام 1978، اكتشفت مجموعة من أربعة علماء جيولوجيين العائلة بالصدفة، عندما كانت تطير في المنطقة على متن مروحية. وأفاد العلماء أن ليكوفا تحدثت لغة «مشوهة ركيكة بسبب حياة العزلة» التي شبهوها بـ «هجاء بطيئة وغير واضحة». غير أن هذا الخطاب الغير العادي أدى إلى الاعتقاد الخاطئ بأن ليكوفا كانت معاقة عقليا. غير أنه في وقت لاحق، وبعد ملاحظة مهارتها في الصيد والطهي والخياطة والقراءة والبناء، تم تصحيح هذا المفهوم الخاطئ.  ويشير كتاب بيسكوف إلى أن مفردات ليكوفا توسعت مع تواصلها مع العالم الأكبر، ويتحدث الكتاب عن العديد من استخداماتها للكلمات «غير المتوقعة» في المحادثة.

## حياة الإنعزال
وخلال 70 عامًا، غامرت أقافيا بالخروج من مستوطنة عائلتها ست مرات. كانت المرة الأولى في الثمانينيات، بعد فترة وجيزة من ظهور مقالات فاسيلي بيسكوف حول عزلة الأسرة، وهي المقالات التي أظهرت أمرها وعائلتها وحولتها إلى ظاهرة وطنية. وكانت هذه المقالات دافع لما قامت به الحكومة السوفيتية من أخذهم بجولة في الاتحاد السوفيتي لمدة شهر، وخلال هذه الفترة رأت الطائرات والخيول والسيارات والمال لأول مرة.  ومنذ ذلك الحين، اقتصر خروجها من موضع عزلتها وعائلتها على الخروج من أجل علاج طبي، ومن أجل زيارة أقاربها البعيدين ومقابلة المؤمنين القدامى الآخرين. 
وتذكر أقافيا أنها تفضل العيش في غابات تايغا على العيش في المدن الكبرى أو المدن.  وتدعي أن الهواء والماء خارج أدغال التايغا يجعلها مريضة. وذكرت أيضا إنها تجد الطرق المزدحمة مخيفة.  وفي عام 2011، عاودت أقافيا الانضمام رسميًا إلى فرع بيلوكرينيتسكايا التابع للكنيسة الأرثوذكسية الروسية للمؤمنين القدامى خلال زيارة قام بها متروبوليتان كورنيلي (تيتوف) في عيد ميلادها الـ 69. وفي عام 2014، كتبت خطابًا تم نشره على الإنترنت، تطلب فيه من أي شخص المجيء إلى منزلها ليكون مساعدها لأن «صحتها تتراجع». ذكرت في تلك الرسالة أن لها «كتلة على ثديها الصحيح»، وهي علامة محتملة على أنها مصابة بالسرطان.
في يناير 2016، ظهرت تقارير تفيد بنقل أقافيا جواً إلى المستشفى بسبب ألم في الساق. وعولجت أقافيا في مستشفى في تاشتاجول، وخططت للعودة إلى البرية بمجرد أن تتمكن خدمات الطوارئ من نقل منزلها جواً. ووفقًا لمصدرٍ فيه نظر «سيبيريا تايمز» فقد قامت أقافيا بذلك وعادت، حتى منتصف 2019 لا تزال تعيش هناك.

## العلاقات
خلال محادثاتها مع Peskov ، فقد أخبرته بأنها قد تزوجت من شخص خلال إحدى رحلاتها خارج التايغا. غير أنه لم يتم تقديم مزيد من المعلومات. 
ولمدة 18 عامًا، كان لـ أغافيا ليكوف جارًا، هو يروفي سيدوف (أحد الجيولوجيين الذين زاروا المنطقة). وقال سيدوف لنائبي الصحفيين إنه جاء إلى تايغا لمساعدة أغافيا ليكوف. ورغم ذلك، ونظرًا لكبر سنه وإعاقته، فقد اعتمد بشدة على أغافيا ليكوف للحصول على الطعام والحطب طوال فترة إقامته. في حين أن الاثنين كانا على علاقة ودية، فقد كانت هناك مناسبتان تقول ليكوفا إن سيدوف هددها بهما و «تصرف بسلوك غير أخلاقي».   توفي سيدوف في 3 مايو 2015، عن عمر يناهز 77 عامًا.